# Boeddha (verlichte)
Strikt genomen is de Boeddha iemand van wie aanhangers van het boeddhisme geloven dat deze persoon op eigen kracht compleet en volledig verlicht was en zijn kennis deelde met anderen zodat zij ook verlicht werden. Tegenwoordig is elke volledig verlichte persoon een Boeddha.
Met de naam Boeddha wordt vaak de stichter van het boeddhisme aangeduid: Siddhartha Gautama Boeddha. Het woord Boeddha in de taal Pali omvat de begrippen 'de ontwaakte', 'de verlichte' en 'degene met een allesomvattend inzicht'. De betiteling Boeddha verwijst naar een niveau van ontwaken, maar is beslist geen titel.

## Boeddhistische pad
Het Boeddhaschap wordt bereikt door het volgen van het Achtvoudige Pad. Het begint met inzicht in de drie karakteristieken van het leven: dukkha (lijden, onvolmaaktheid), anatta (het ontbreken van een onveranderlijke essentie in de stroom van ervaring), anicca (de voortdurende verandering van alles dat is). Hierop volgt de beoefening van sila (juist gedrag) en meditatie (samatha en vipassana).

## Niveaus van ontwaken
Het boeddhisme onderscheidt niveaus van ontwaken, en een progressie van stadia op het pad naar volledig Boeddhaschap.
Het Theravada-boeddhisme beschrijft vier Graden van Verlichting: de Sotapanna (de stroom-instapper), Sakadagami (de eenmalig-terugkerende), Anagami (de niet-meer-terugkerende) en Arahant (de heilige).
In het Zen-boeddhisme zijn er verschillende visies op het bereiken van het Boeddhaschap. Rinzai legt sterk de nadruk op kensho, het zien van de eigen ware natuur. Hoewel vaak vertaald als "verlichting", is iemand hiermee nog geen volledige Boeddha. Daarvoor is, ook in Rinzai, een jarenlange vervolgtraining vereist.
Soto-Zen legt de nadruk op de meditatie-beoefening. Deze wordt gezien als een uitdrukking van verlicht handelen. De inherente Boeddha-natuur manifesteert zich in dit zitten: als men zit ìs men een Boeddha.

## Soorten ontwaakte personen
Er zijn verschillende soorten volledig ontwaakte personen:
1. De Srāvaka Boeddha (sanskriet, 'Volgeling Boeddha'; [pali Arahant). Hij wordt een volledig ontwaakte als volgeling van een Samma-Samboeddha. Wordt ook wel 'Arahatta-Boeddha' genoemd. De Sravaka Boeddha komt overeen met de Arahant van de Theravada traditie.
2. De Pacceka Boeddha (pali, 'de eenzame verlichte'. Sanskriet: pratyeka-Boeddha). Een Pacceka Boeddha heeft op eigen kracht het boeddhaschap behaald, maar onderwijst de leer niet aan anderen.
3. De Samma-Samboeddha (pali, 'de correct en compleet verlichte'). Dit is een Boeddha in strikte zin, die op eigen kracht ontwaakt is, en de leer aan anderen onderwijst. Gautama Boeddha was een Samma-Samboeddha.

## Opeenvolging van Boeddha's
In de Theravada traditie is Gautama Boeddha de achtentwintigste Boeddha.
In het Mahayana-boeddhisme zijn er ontelbare Boeddha's, die zich ook in andere vormen dan mensengedaantes manifesteren. Deze Boeddha's belichamen bepaalde nobele kwaliteiten, zoals compassie (in de vorm van Avalokiteshvara) en wijsheid (in de vorm van Manjushri).
Boeddhisten geloven dat wanneer de leer van het boeddhisme verloren is in de wereld, er na een zeer lange periode weer een nieuwe persoon het Boeddhaschap zal bereiken. De volgende Boeddha heet Maitreya Boeddha.

## Verder lezen
- Schumann, Hans Wolfgang (1997), Boeddhisme. Stichter, scholen en systemen. Rotterdam: Asoka
- Harvey, Peter (1995), An introduction to Buddhism. Teachings, history and practices. Cambridge: Cambridge University Press